# Dinxperlo

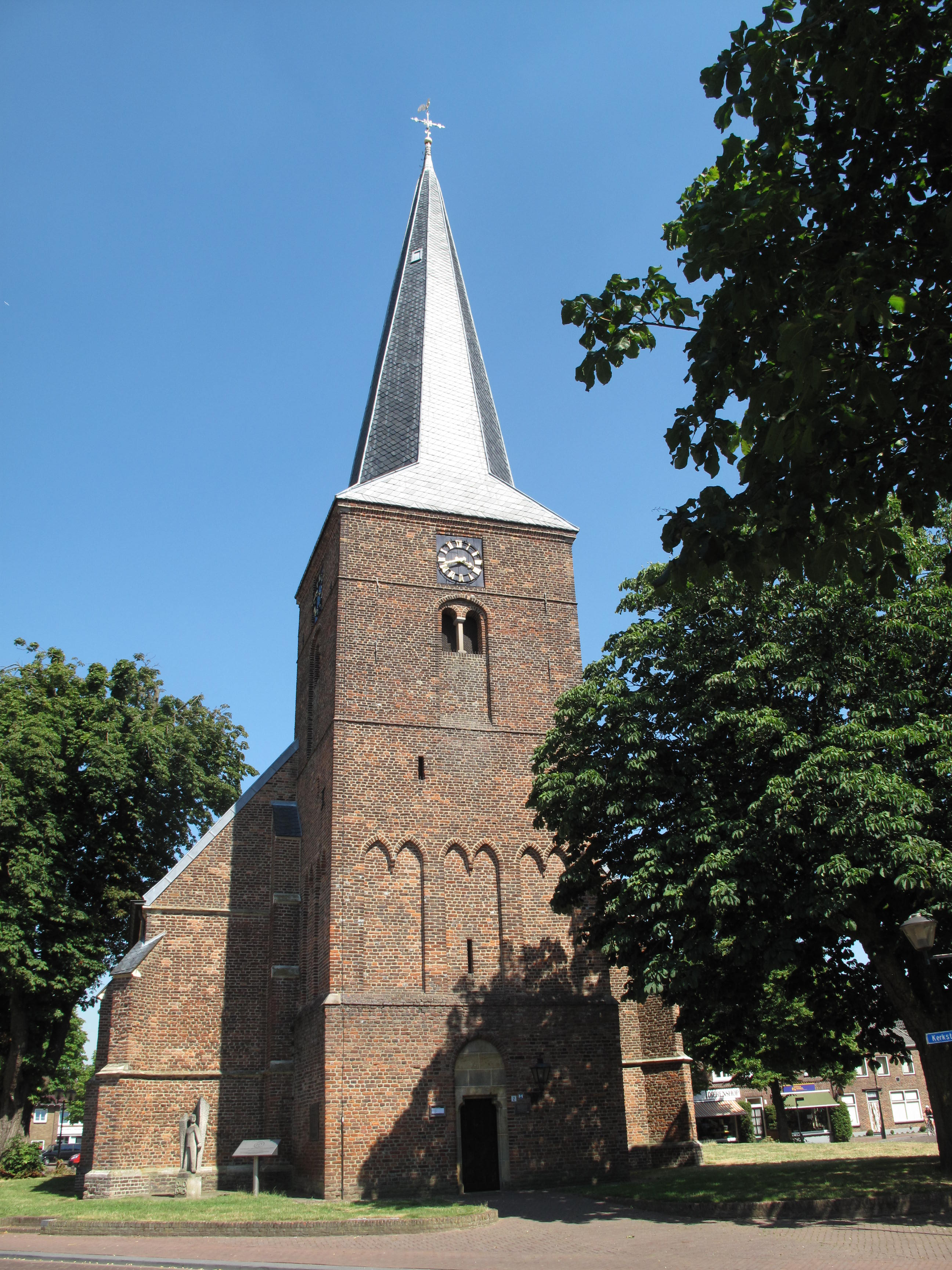
Dinxperlo, église : de Sint Liboriuskerk

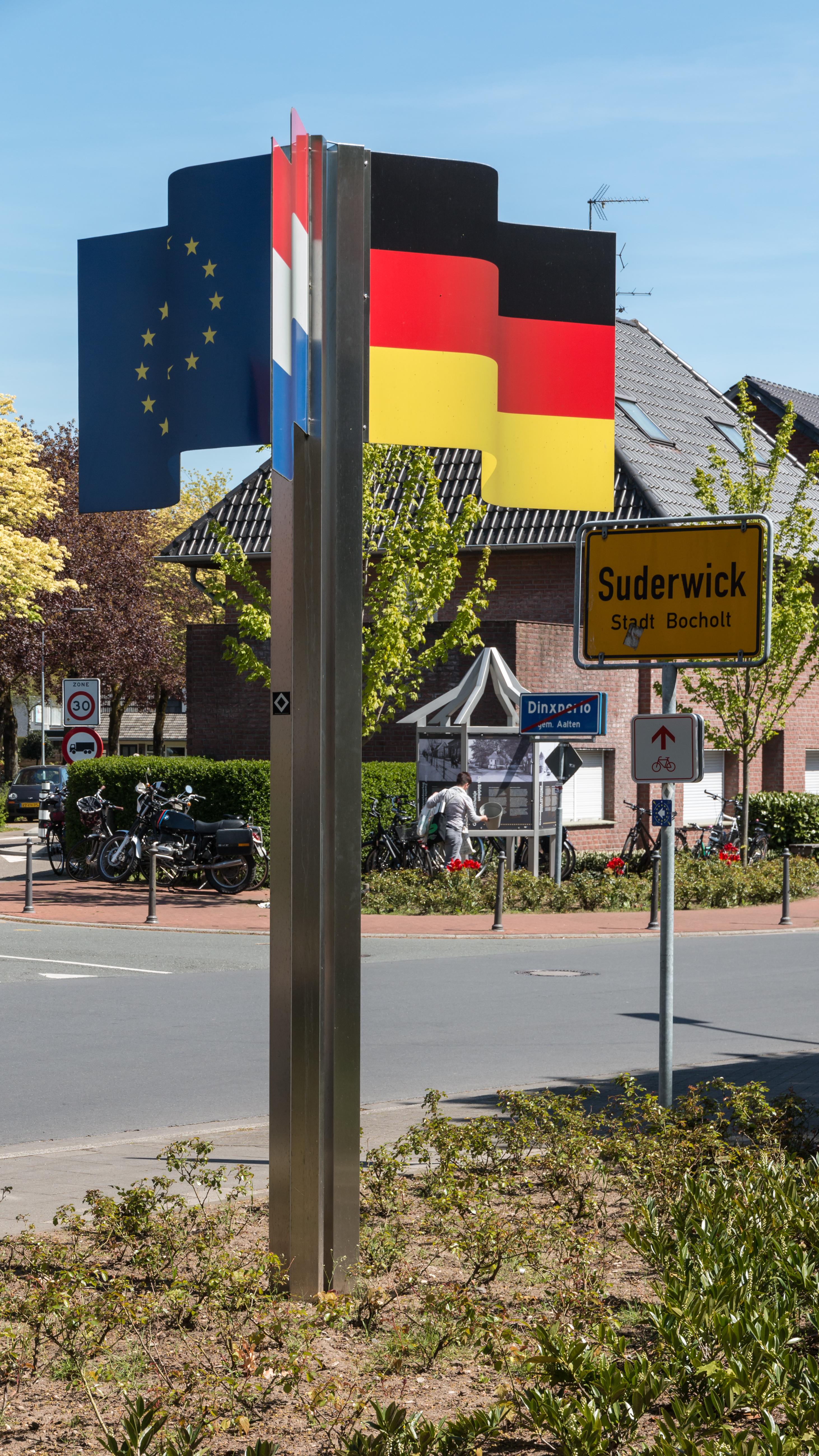
Dinxperlo sculpture des drapeaux

Dinxperlo est un village appartenant à la commune néerlandaise d'Aalten. En 2008, le village comptait 7 430 habitants.
Jusqu'au 1er janvier 2005, Dinxperlo était une commune indépendante. À cette date, la commune a été rattachée à la commune d'Aalten.